# Ingrid Becker
Ingrid Becker (República Federal Alemana, 26 de septiembre de 1942) es una atleta alemana retirada, especializada en la prueba de 4 x 100 m en la que llegó a ser campeona olímpica en 1972.

## Carrera deportiva
En los JJ. OO. de Múnich 1972 ganó la medalla de oro en los relevos 4 x 100 metros, con un tiempo de 42.81 segundos, llegando por delante de Alemania del Este y Cuba, siendo sus compañeras de equipo: Christiane Krause, Annegret Richter y Heide Rosendahl.